# Маргарита Попова
Маргари́та Стефа́нова Попо́ва (болг. Маргарита Стефанова Попова; нар. 15 травня 1956, Велинград) — болгарська політична діячка, юристка, прокурор і педагог. Віцепрезидент Болгарії з 2012 до 2017 року. Міністр юстиції в уряді Бойка Борисова з 2009 до 2011 року.

## Життєпис
Маргарита Попова вивчала болгарську філологію в Софійському університеті 1980 року, а пізніше (1989) — право в тому ж університеті.
Була призначена прокурором у Пирдопі 1990 року, 1991 року — обласним прокурором у Русе, і головою адміністрації та обласним прокурором у Софії з 1996 до 2006 року.
Була лектором у Національній поліцейській академії (2001–2004) та Національному інституті юстиції (2005–2009).
Віцепрезидент Болгарії з 2012 до 2017 року. Раніше обіймала посаду міністра юстиції (27 липня 2009 — 4 вересня 2011) в кабінеті Бойко Борисова. Як напарник кандидата в президенти Росена Плевнелієва на президентських виборах у жовтні 2011 року, вона була обрана віцепрезидентом і вступила на посаду в січні 2012 року.